# Нурдаулетов, Кайрат Жумабекович
Кайра́т Жумабе́кович Нурдауле́тов (каз. Қайрат Жұмабекұлы Нұрдәулетов; род. 6 ноября 1982, Алма-Ата) — казахстанский футболист, защитник. Капитан сборной Казахстана (2012—2013), трёхкратный чемпион Казахстана (2003, 2004, 2014) и трёхкратный обладатель Кубка Казахстана (2007, 2010 и 2012). В настоящее время главный тренер «Ертіс».

## Карьера

### Клубная
Воспитанник алматинского футбола. Первый тренер — Азат Нильдибаев. Профессиональную карьеру начал в «ЦСКА-Кайрате» у тренера Владимира Фомичёва. Один из тренеров «ЦСКА-Кайрата» Дмитрий Огай, ставший главным тренером клуба «Есиль-Богатырь» из Петропавловска, пригласил к себе Нурдаулетова. 19-летний Кайрат занял позицию центрального полузащитника, провёл 25 игр и забил 4 гола, стал с клубом бронзовым призёром чемпионата 2001 года и попал в список 22 лучших футболистов сезона. В этом же сезоне Фомичёв привлёк его в сборную клубов Казахстана, которая выиграла бронзовые медали на Восточноазиатских играх 2001 в Японии.
С 2002 года Огай стал тренировать «Иртыш» из Павлодара и забрал с собой Нурдаулетова, который за три сезона (2002—2004) стал дважды чемпионом страны и однажды вице-чемпионом, был признан лучшим атакующим полузащитником первенства 2002 года и начал привлекаться в сборную.
В конце 2004 года Нурдаулетов ушёл из клуба вслед за Огаем. Кайрат с детства мечтал играть за клуб-тезку «Кайрат» из своего родного города и вместе с защитником Фархадбеком Ирисметовым перешёл ряды нового чемпиона Казахстана. В 2005 году выиграл бронзовые медали и стал финалистом Кубка Казахстана. Но в следующем сезоне команда заняла лишь 7 место.
Дмитрий Огай, ставший главным тренером костанайского «Тобола», позвал друзей к себе. По словам Нурдаулетова сезон 2007 года стал одним из лучших в его карьере. «Тобол» уступил чемпионство «Актобе», но выиграл Кубок Казахстана, стал одним из победителей Кубка Интертото, пять его игроков, включая Нурдаулетова, стали лучшими футболистами сезона на своих позициях. В следующем сезоне «Тобол» лишь по пенальти в дополнительном матче (2:4) снова уступил золотые медали актобинцам. Но в 2009 году клуб остался без медалей, Огай подал в отставку, а Нурдаулетов вернулся в «Кайрат». Однако алматинский клуб боролся за выживание, что не устраивало Нурдаулетова, были и финансовые проблемы и игрок решил летом после первого круга решил уйти в «Локомотив» Астана.
В команде Нурдаулетова выбрали капитаном. В ноябре 2010 года выиграл свой второй Кубок Казахстана, а в марте 2011 года и Суперкубок. В мае 2011 года клуб был переименован в «Астану» и на следующий год выиграл Кубок Казахстана, а Нурдаулетов был назван лучшим футболистом года. В 2013 году «Астана» завоевала серебряные медали чемпионата, а в 2014 году впервые стала чемпионом Казахстана. Однако Нурдаулетов получил тяжёлую травму колена в конце 2013 года, пропустил пять последних игр чемпионата и две игры сборной, в сезоне 2014 года долго восстанавливался и провёл только 20 матчей за клуб. После чего четырёхлетний контракт был завершён.
В январе 2015 года Нурдаулетов стал игроком кызылординского «Кайсара», своего четвёртого клуба под руководством Дмитрия Огая. Но в конце сезона вновь повредил колено и на полгода выбыл из строя.
В феврале 2017 года футболист объявил о завершении игровой карьеры. 4 марта 2017 года в Алматы перед матчем за Суперкубок прошла церемония проводов футболиста.

### В сборной
В сборной Казахстана дебютировал 6 июня 2003 года в игре со сборной Польши при российском тренере Леониде Пахомове. С 2004 года при новом тренере Сергее Тимофееве в сборную не привлекался. В ходе отборочного турнира Евро-2008 голландский тренер Арно Пайперс вернул Нурдаулетова в команду. И сразу в матче 8 сентября 2007 года Кайрат забил свой первый гол за сборную в товарищеском матче против команды Таджикистана. Когда сборную в 2009 году возглавил немецкий специалист Бернд Шторк, Нурдаулетов опять перестал вызываться в главную команду страны. Но после того как тот был уволен, аналитики и ФФК вернули Кайрата в коллектив.
Новый главный тренер сборной чех Мирослав Беранек сразу привлёк Нурдаулетова в команду. Он вышел на замену 9 февраля 2011 года в матче со сборной Беларуси, в следующей игре стал капитаном команды и провёл за сборную 22 матча подряд. 7 октября 2011 года Кайрат забил гол с пенальти в выездной игре против сборной Бельгии. 1 июня 2012 года забил пенальти в товарищеском матче в ворота сборной Кыргызстана. А 7 сентября 2012 года в отборочном матче ЧМ-2014 со сборной Ирландии открыл счёт, но на последних минутах ирландцы забили два гола и вырвали победу. Через год 6 сентября 2013 года в матче отборочного турнира ЧМ-2014 с командой Фарерских островов сравнял счёт с пенальти, а 10 сентября 2013 года в игре с командой Швеции, будучи капитаном сборной, последний раз выступил за неё. Всего провёл 35 матчей и забил 5 голов.

### Тренерская
10 марта 2017 года Нурдаулетов был назначен ассистентом нового главного тренера сборной Казахстана Александра Бородюка. По штату занимается сбором информации по игрокам. Он остался в сборной и после прихода нового тренера болгарина Станимира Стойлова. В ноябре 2018 перед важным домашним матчем Лиги наций УЕФА со сборной Латвии (1:1) нанёс на тренировке серьёзную травму Еркебулану Сейдахмету. И в январе 2019 был переведён ассистентом старшего тренера в молодёжную команду.

## Достижения

### Командные
«Есиль-Богатырь»
- Бронзовый призёр чемпионата Казахстана: 2001
- Бронзовый призёр Восточноазиатских игр: 2001

«Иртыш»
- Чемпион Казахстана (2): 2003, 2004
- Серебряный призёр чемпионата Казахстана: 2002
- Финалист Кубка Казахстана: 2002

«Кайрат»
- Бронзовый призёр чемпионата Казахстана: 2005
- Финалист Кубка Казахстана: 2005

«Тобол»
- Серебряный призёр чемпионата Казахстана (2): 2007, 2008
- Обладатель Кубка Казахстана 2007
- Победитель Кубка Интертото: 2007

«Локомотив» Астана
- Обладатель Кубка Казахстана: 2010
- Обладатель Суперкубка Казахстана: 2011

«Астана»
- Обладатель Кубка Казахстана: 2012
- Серебряный призёр чемпионата Казахстана: 2013
- Чемпион Казахстана: 2014

### Личные
- В списке 22 (33) лучших футболистов под № 1 — 2002, 2007, 2010, 2011, 2012
- В списке 22 (33) лучших футболистов под № 2 — 2001
- Лучший полузащитник Казахстана — 2002
- Лучший игрок чемпионата Казахстана: 2012[16]

## Личная жизнь
Родился в Алма-Ате. До шести лет жил в колхозе у бабушки. С отличием окончил школу.
Женат. Жену зовут Динара, сын Мирас (2012), дочка Айсана (2021)